# Серія Шталаґ

Обкладинки книг серії «Сталаг»

«Сталаг» (скор. від нім. Stammlager — «головний табір») серія брошур («Сталаг-13», «Американський Сталаг», «Сталаг Гітлера», «Сталаг смерті» тощо) виданих в Ізраїлі у 60-х рр.. XX століття. являють собою жанр порнографічної літератури на тему Голокосту із стандартним сюжетом, за яким у таборі для військовополонених під назвою «Сталаг» ув'язнені стають жертвами сексуальних збочень хтивих есесівок, та стандартним хепі-ендом — жорстокою, але солодкою помстою головного героя своїм тюремницям.
„Хоча ці книги є вигаданими, ціле покоління поглинуло «Сталагі» як частину колективної пам'яті Голокосту“ стверджує дослідник історії Голокосту ізраїльський журналіст Арі Лібскер. Популярність «Сталагі» в Ізраїлі в ті роки була настільки високою, що вплинула на формування поглядів післявоєнного покоління на історію Другої Світової війни і на Голокост зокрема — в ізраїльському суспільстві навіть поширилася упевненість про існування єврейських сексуальних наложниць, яких використовували нацисти в концентраційних таборах. Причиною виникнення цього переконання є жанр «Сталагів», якому міф про єврейських наложниць зобов'язаний своїм масовим поширенням, хоча у період Голокосту ніколи не було єврейських сексуальних наложниць, — заявляє Арі Лібскер, який у 2007 році став одним із співавторів фільму «Сталагі: Голокост і порнографія в Ізраїлі». Ханна Яблонька, професор історії в Університеті Бен-Гуріона в Негеві називає «Сталагі» «жовтими аспектами виховання пам'яті Голокосту».
Опус Нахмана Гольдберга під назвою «Мерзотні чудовиська Сталага» рясніє сценами канібалізму і всіляких збочень. Наклад творіння Елі Крігера під назвою «Ось йде солодка жертва» з описами сцен інтимної близькості між головним героєм і його матір'ю-німкенею був арештований відразу ж після випуску.
Однією з найскандальніших подій, пов'язаних зі «Сталагами», став процес Іцхака Гутмана, що почався після написання ним «Сталагу» з колоритною назвою «Я була особистою самкою Колонеля Шульца» (англ. I Was Colonel Schultz’s Private Bitch). За відверту порнографію в книзі поліція подала до суду. На суді Гутман заявив, що його книги не завдають шкоди, їх призначення в тому, щоб привернути увагу громадськості до нацистського ворога. У результаті Гутман був визнаний винним у поширенні матеріалів непристойного змісту і отримав покарання у вигляді виплати штрафу.